# Xanthocrambus saxonellus
Xanthocrambus saxonellus is een vlinder uit de familie grasmotten (Crambidae). De wetenschappelijke naam is voor het eerst geldig gepubliceerd in 1821 door Zincken.
De soort komt voor in Europa.